# Matylanka
Matylanka (biał. Матылянка; ros. Мотылянка, Motylanka) – wieś na Białorusi, w obwodzie mińskim, w rejonie berezyńskim, w sielsowiecie Bahuszewiczy. W 2009 roku liczyła 39 mieszkańców.